# Ataxia falli
Ataxia falli là một loài bọ cánh cứng trong họ Cerambycidae.